# Guido Vincenzi
Guido Vincenzi est un footballeur italien né le 14 juillet 1932 à Quistello et mort le 14 août 1997 à Milan. Il évoluait au poste de défenseur.

## Biographie
International, il reçoit 3 sélections en équipe d'Italie de 1954 à 1958. Il fait partie de l'équipe italienne lors de la Coupe du monde 1954.

### La mort
Ses problèmes de santé commencent en 1993, lorsqu'il présente les symptômes d'arthrose. En 1996, on lui diagnostique la sclérose latérale amyotrophique. Il meurt en 1997 à l'âge de 65 ans, huit mois après le début de la maladie. À cette même époque, le procureur de Turin Raffaele Guariniello enquête sur le dopage dans le football. Le procureur enquête également sur le décès de deux anciens coéquipiers de Vincenzi : Ernst Ocwirk, décédé de la SLA en 1980 et Ernesto « Tito » Cucchiaroni, mort à 44 ans d'une crise cardiaque, mais souffrant également de la sclérose latérale amyotrophique.

## Carrière

### En tant que joueur
- 1950-1953 :  AC Reggiana
- 1953-1958 :  Inter Milan
- 1958-1959 :  UC Sampdoria

### En tant qu'entraîneur
- 1973-1974 :  UC Sampdoria
- 1974-1975 :  Genoa CFC
- 1975-1979 :  Casal Calcio
- 1979-1982 :  US Cremonese
- 1982-1983 :  Alma Juventus Fano
- 1984-1987 :  Casal Calcio

## Palmarès

### En club
Avec l'Inter Milan :
- Champion d'Italie en 1954